# Euless
Euless és una població dels Estats Units a l'estat de Texas. Segons el cens del 2000 tenia 53.400 habitants.

## Demografia
Segons el cens del 2000, Euless tenia 46.005 habitants, 19.218 habitatges, i 11.626 famílies. La densitat de població era de 1.091,7 habitants/km².
Dels 19.218 habitatges en un 31,6% hi vivien nens de menys de 18 anys, en un 45,3% hi vivien parelles casades, en un 10,9% dones solteres, i en un 39,5% no eren unitats familiars. En el 31% dels habitatges hi vivien persones soles el 3% de les quals corresponia a persones de 65 anys o més que vivien soles. El nombre mitjà de persones vivint en cada habitatge era de 2,38 i el nombre mitjà de persones que vivien en cada família era de 3,05.
Per edats la població es repartia de la següent manera: un 25% tenia menys de 18 anys, un 9,8% entre 18 i 24, un 39,7% entre 25 i 44, un 19,7% de 45 a 60 i un 5,8% 65 anys o més.
L'edat mediana era de 32 anys. Per cada 100 dones de 18 o més anys hi havia 98 homes.
La renda mediana per habitatge era de 49.582$ i la renda mediana per família de 54.697$. Els homes tenien una renda mediana de 39.169$ mentre que les dones 32.370$. La renda per capita de la població era de 23.764$. Aproximadament el 5,7% de les famílies i el 7% de la població estaven per davall del llindar de pobresa.

## Poblacions properes
El següent diagrama mostra les poblacions més properes.